# Фермі-газ
Фермі́-газ, або ідеа́льний газ Фермі́ — Дірака — газ, що складається з ферміонів, частинок, які підпорядковуються статистиці Фермі—Дірака. Наприклад, електрони в металі. У першому наближенні можна вважати що потенціал, який діє на електрони в металі, є постійною величиною і завдяки сильному екрануванню позитивно зарядженими іонами можна знехтувати електростатичним відштовхуванням між електронами. Тоді електрони металу можна розглядати як ідеальний газ Фермі-Дірака.

## Газ Фермі—Дірака при нульовій температурі
Найнижча енергія класичного газу (або газу Бозе — Ейнштейна) при {\displaystyle T=0} дорівнює {\displaystyle W_{0}=0}. Тобто, при нульовій температурі всі частинки «падають» у найнижчий стан і втрачають кінетичну енергію. Проте для газу Фермі це неможливо. Принцип виключення Паулі дозволяє перебувати в одному стані тільки двом ферміонам із різними спінами.
Найнижчу енергію газу {\displaystyle W_{0}} із {\displaystyle N} частинок можна отримати, шляхом розташування по дві частинки в кожен із {\displaystyle N} квантових станів із найнижчою можливою енергією. Тому енергія {\displaystyle W_{0}} такого газу при {\displaystyle T=0} буде відмінною від нуля.
Величину {\displaystyle W_{0}} не важко обчислити. Позначивши через {\displaystyle \mu _{0}} енергію електрона в найвищому квантовому стані, котрий ще заповнено при {\displaystyle T=0}. При нульовій температурі всі квантові стани з енергією нижче {\displaystyle \mu _{0}} буде зайнято, а всі квантові стани з енергією вище {\displaystyle \mu _{0}} будуть вільними.
Тому повинно існувати точно {\displaystyle N} станів з енергією нижче або рівній {\displaystyle \mu _{0}}. Цієї умови достатньо для знаходження {\displaystyle \mu _{0}}. Оскільки об'єм є мікроскопічним, тому трансляційні стани лежать близько один до одного в імпульсному просторі, і ми можемо замінити сумування по трансляційним квантовим станам {\displaystyle \mathbf {k} } інтегруванням по класичному фазовому просторі, поділивши попередньо на {\displaystyle h^{3}}:
{\displaystyle {\frac {g}{h^{3}}}\iint _{}^{}4\pi p^{2}\,dr\,dp=V{\frac {g}{h^{3}}}\int _{}^{}4\pi p^{2}\,dp}
де {\displaystyle g-\ } число внутрішніх квантових станів, які відповідають внутрішній енергії. Число {\displaystyle g=2\ }, для електронів зі спіном 1/2. Інтегруючи останній вираз від {\displaystyle p=0} до значення {\displaystyle p_{0}}, визначеного як величина імпульсу найвищого заповненого при {\displaystyle T=0} стану з енергією {\displaystyle \mu _{0}=(2m)^{-1}p_{0}^{2}}, та прирівнюючи результат до {\displaystyle N}, отримуємо із врахуванням того, що {\displaystyle \rho =N/V}:
{\displaystyle N=V{\frac {g}{h^{3}}}{\frac {4\pi }{3}}p_{0}^{3}=V{\frac {g}{h^{3}}}{\frac {4\pi }{3}}(2m\mu _{0})^{2/3}}
{\displaystyle p_{0}=({\frac {3}{4\pi g\rho }})^{1/3}h}
{\displaystyle \mu _{0}={\frac {p_{0}^{2}}{2m}}={\frac {h^{2}}{2m}}({\frac {3}{4\pi g\rho }})^{2/3}}
або для електронів з {\displaystyle g=2\ }:
{\displaystyle \mu _{0}={\frac {h^{2}}{8m}}({\frac {3\rho }{\pi }})^{2/3},g=2}
Величину {\displaystyle \mu _{0}}, найвищу енергію заповнених рівнів, називають енергією Фермі.

## Газ Фермі—Дірака при скінченній температурі
Для ненульових значень параметра {\displaystyle \beta =1/kT} густину числа електронів {\displaystyle N(\epsilon )} в енергетичному просторі знаходимо шляхом множення квантової густини станів
{\displaystyle {\frac {3}{2}}N/\mu _{0}^{-3/2}\int _{}^{}\epsilon ^{1/2}\,d\epsilon }
на множник {\displaystyle {\frac {1}{1+\exp[\beta (\epsilon -\mu )]}}}, який дає число електронів на один квантовий стан:
{\displaystyle N(\epsilon )={\frac {3}{2}}N/\mu _{0}^{-3/2}{\frac {1}{1+\exp[\beta (\epsilon -\mu )]}}}
де величина {\displaystyle \mu _{0}} є хімічний потенціал при {\displaystyle T=0}, а {\displaystyle \mu }- хімічний потенціал при даній температурі.
Якщо проінтегрувати цю функцію по всім значенням {\displaystyle \epsilon }, то ми можемо визначити {\displaystyle \mu } як функцію від температури.
Прирівнюючи результат, що входить до {\displaystyle \int _{0}^{\infty }N(\epsilon )\,d\epsilon } повного числа частинок {\displaystyle N}. Звідси видно, що для {\displaystyle N(\epsilon )} величина {\displaystyle mu} є функція параметрів {\displaystyle mu_{0}} та {\displaystyle \beta }.
Енергію можна знайти із співвідношення:
{\displaystyle W=\int _{0}^{\infty }\epsilon N(\epsilon )\,d\epsilon },
звідки видно, що тут ми зустрічаємося із задачею знаходження інтегралу типу:
{\displaystyle I=\int _{0}^{\infty }f(\epsilon )g(\epsilon )\,d\epsilon },
в якому функція {\displaystyle f(\epsilon )} є деяка проста та неперервна функція від {\displaystyle \epsilon }, наприклад {\displaystyle \epsilon ^{1/2}} або {\displaystyle \epsilon ^{3/2}}, та
{\displaystyle g(\epsilon )={\frac {1}{1+\exp[\beta (\epsilon -\mu )]}}}.
Слід відзначити, що для більшості металів величина {\displaystyle \mu _{0}/k} має порядок від {\displaystyle 5\cdot 10^{4}} до {\displaystyle 10^{5}} К.
Пропускаючи досить громіздкі математичні викладки, в результаті будемо мати наближене значення хімічного потенціалу:
{\displaystyle \mu =\mu _{0}[1-{\frac {\pi ^{2}}{12}}(\beta \mu _{0})^{-2}-{\frac {\pi ^{4}}{80}}(\beta \mu _{0})^{-4}+...]},
яке виражає хімічний потенціал {\displaystyle \mu } через параметри {\displaystyle \beta } та {\displaystyle \mu _{0}}- хімічний потенціал при {\displaystyle T=0}.
Тут слід відзначити, що ця залежність не є дуже сильна, наприклад для кімнатних температур перша добавка складає {\displaystyle (\beta \mu _{0})^{-2}\approx 10^{-4}}, що є досить мала величина. Тому на практиці, при кімнатних температурах хімічний потенціал практично збігається з потенціалом Фермі.